# Max Thommes
Max Thommes (* 1987 in Luxemburg (Stadt)) ist ein luxemburgischer Schauspieler.

## Leben
Bereits als Schüler war Max Thommes künstlerisch aktiv, und zwar als Schlagzeuger der Band Inborn!, mit der er das von Ross Robinson produzierte Album Persona aufnahm. Nach seiner Schulzeit studierte er Kunst am Lycée technique des Arts et des Métiers in seiner Geburtsstadt. Viele Jahre belegte Thommes Theaterkurse und Kurse in Sprecherziehung in Französisch und Deutsch, ehe er sich von 2011 bis 2014 an der Hochschule für Schauspielkunst "Ernst Busch" Berlin zum Schauspieler ausbilden ließ. Schon vor der Ausbildung hatte Thommes in seiner Heimat erste Bühnenerfahrungen gemacht, beispielsweise am Théâtre des Capucins und am Conservatoire Nationale in Henrik Ibsens Peer Gynt. In Berlin spielte Thommes am bat-Studiotheater in Heinrich von Kleists Fragment Robert Guiskard und in Baal von Bertolt Brecht an der Schaubühne. Zuletzt sah man ihn am Schauspiel Leipzig in der Uraufführung von Ferdinand Schmalz’ der herzerlfresser.
In dem Kriminalfilm Diamond 13 gab Thommes 2009 sein Kameradebüt an der Seite von Gérard Depardieu. Von Oktober 2011 bis März 2012 spielte er in Weemseesdet, der ersten luxemburgischen TV-Sitcom. 2016 war Thommes als Kommissar Hendrik Koch im ersten Freiburger Tatort zu sehen.
Im Oktober 2016 erschien der Dokumentarfilm Nothing to Hide über staatliche und kommerzielle Überwachung, für den sich Thommes einen Monat lang über eine App beschatten ließ.
Max Thommes lebt in Berlin.

## Filmografie
- 2009: Diamond 13
- 2011–2012: Weemseesdet
- 2015: Mammejong
- 2015: Mister Rocket (Kurzfilm)
- 2016: Tatort – Tatort: Fünf Minuten Himmel
- 2016: Egon Schiele: Tod und Mädchen
- 2016: Nothing to Hide (Dokumentarfilm)
- 2018: Kommissarin Heller: Vorsehung
- 2019: Kommissarin Heller: Herzversagen
- 2021: Kommissarin Heller: Panik
- 2022: Nord bei Nordwest – Wilde Hunde
- 2024: Blutige Anfänger: Stiller Alarm

## Hörspiele
- 2013: Teufelsfrucht – Autor: Tom Hillenbrand – Regie: Martin Engler